# Liste der Baudenkmäler im Kreis Recklinghausen
Die Liste der Baudenkmäler im Kreis Recklinghausen umfasst:
- Liste der Baudenkmäler in Castrop-Rauxel
- Liste der Baudenkmäler in Datteln
- Liste der Baudenkmäler in Dorsten
- Liste der Baudenkmäler in Gladbeck
- Liste der Baudenkmäler in Haltern am See
- Liste der Baudenkmäler in Herten
- Liste der Baudenkmäler in Marl
- Liste der Baudenkmäler in Oer-Erkenschwick
- Liste der Baudenkmäler in Recklinghausen
- Liste der Baudenkmäler in Waltrop

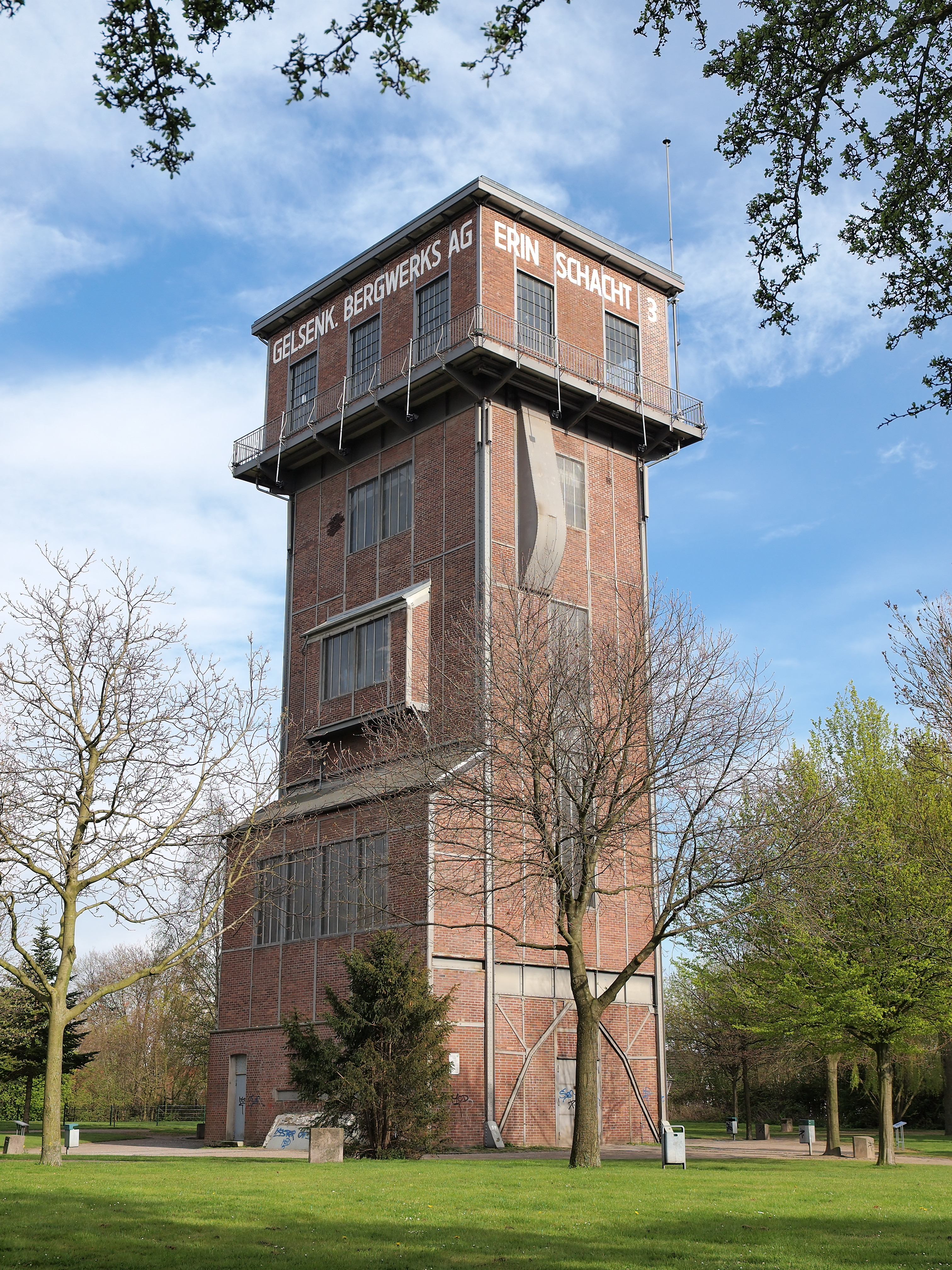
Förderturm ehem. Zeche Erin (Castrop-Rauxel)
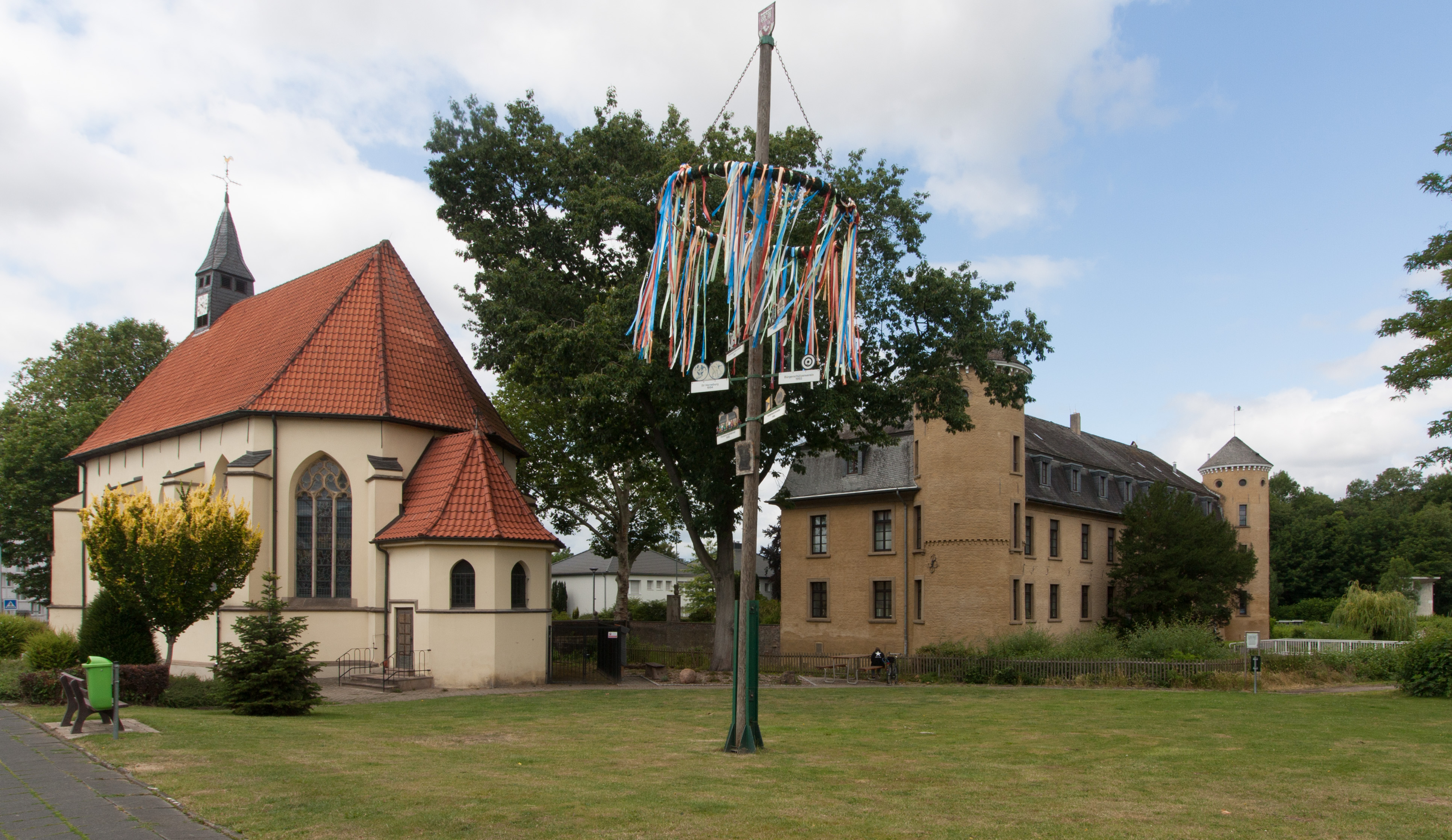
Schloss Horneburg, Kapelle (Datteln)
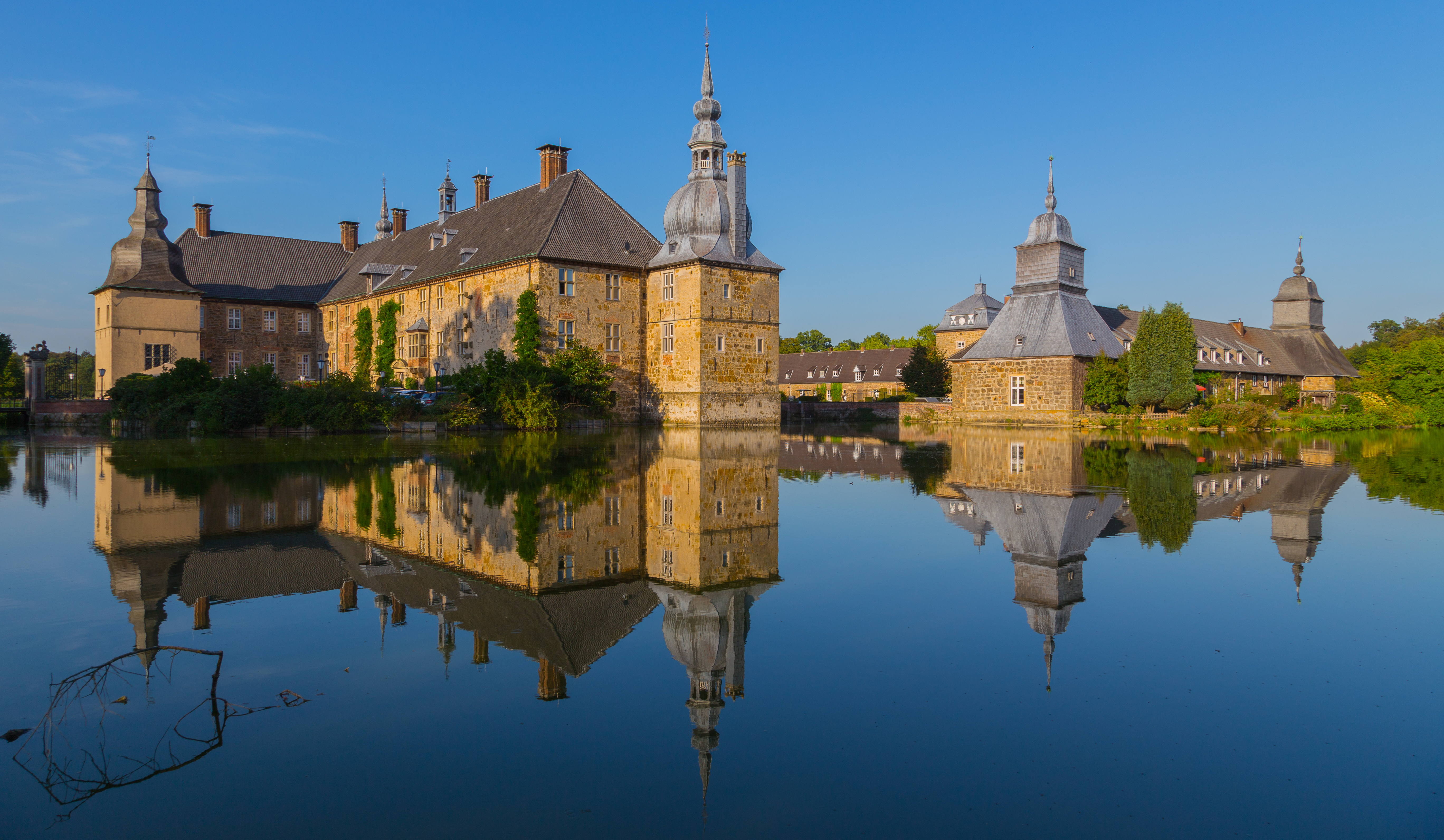
Schloss Lembeck (Dorsten)
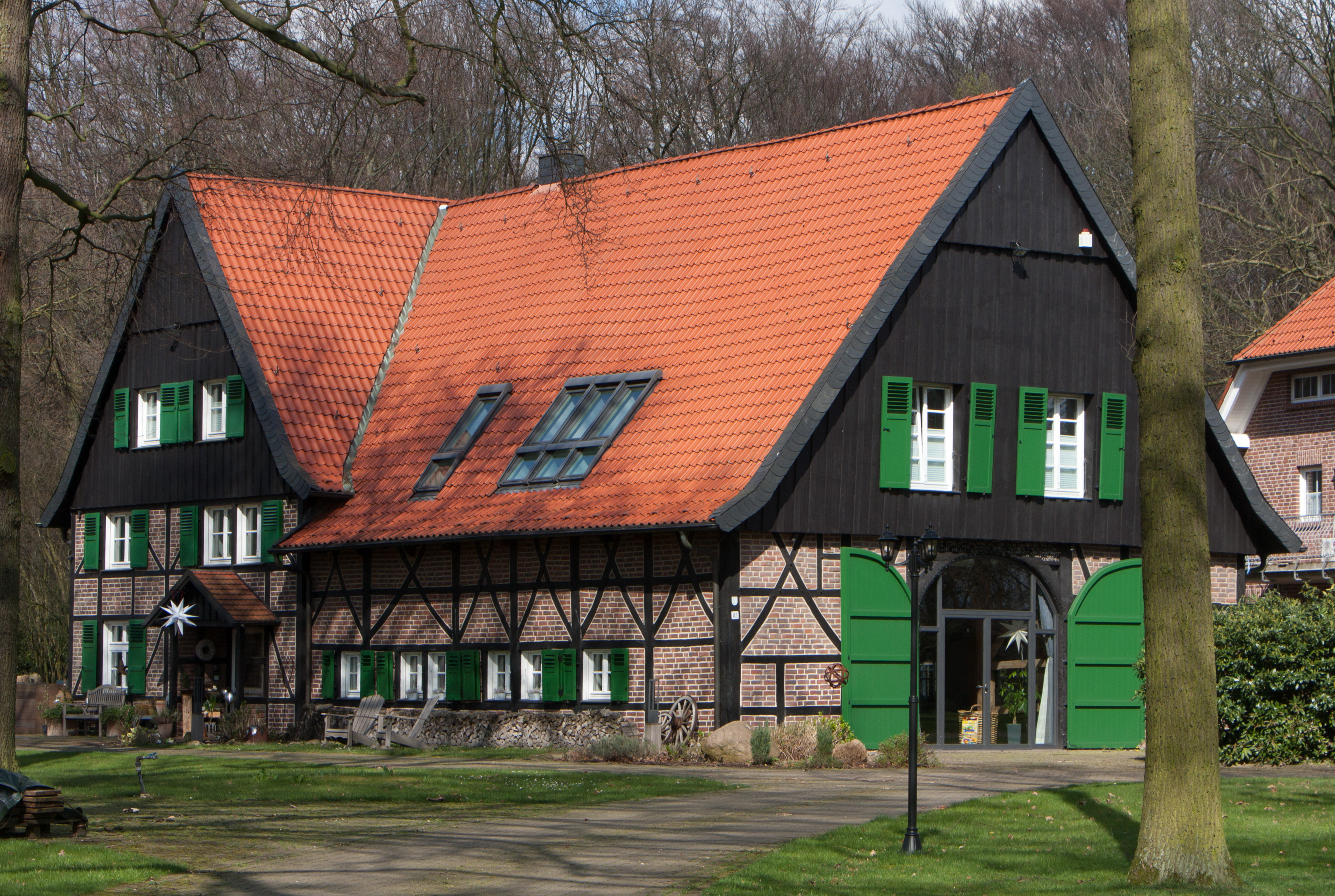
Hofstelle Klaas Rentfort (Gladbeck)
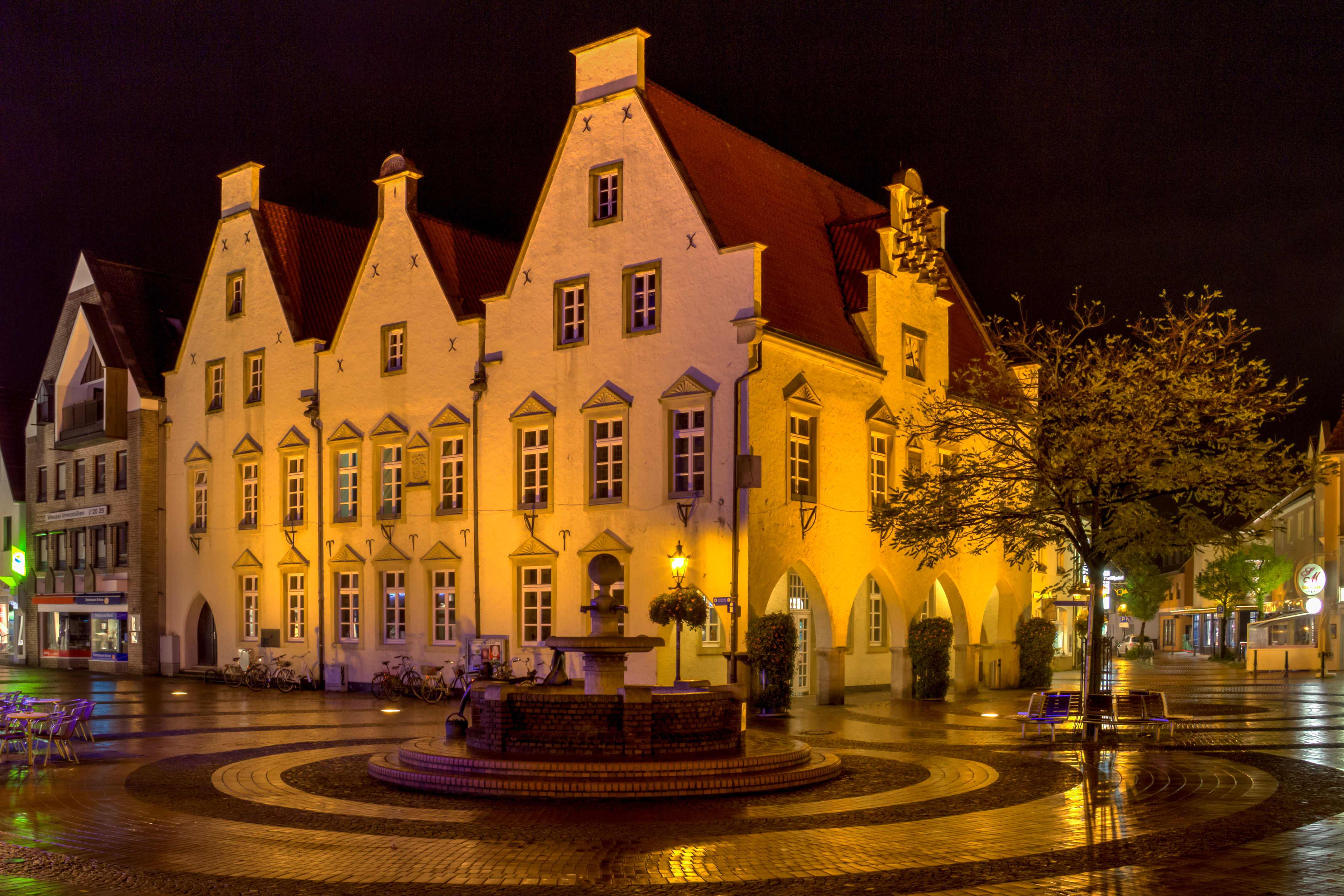
Altes Rathaus (Haltern am See)
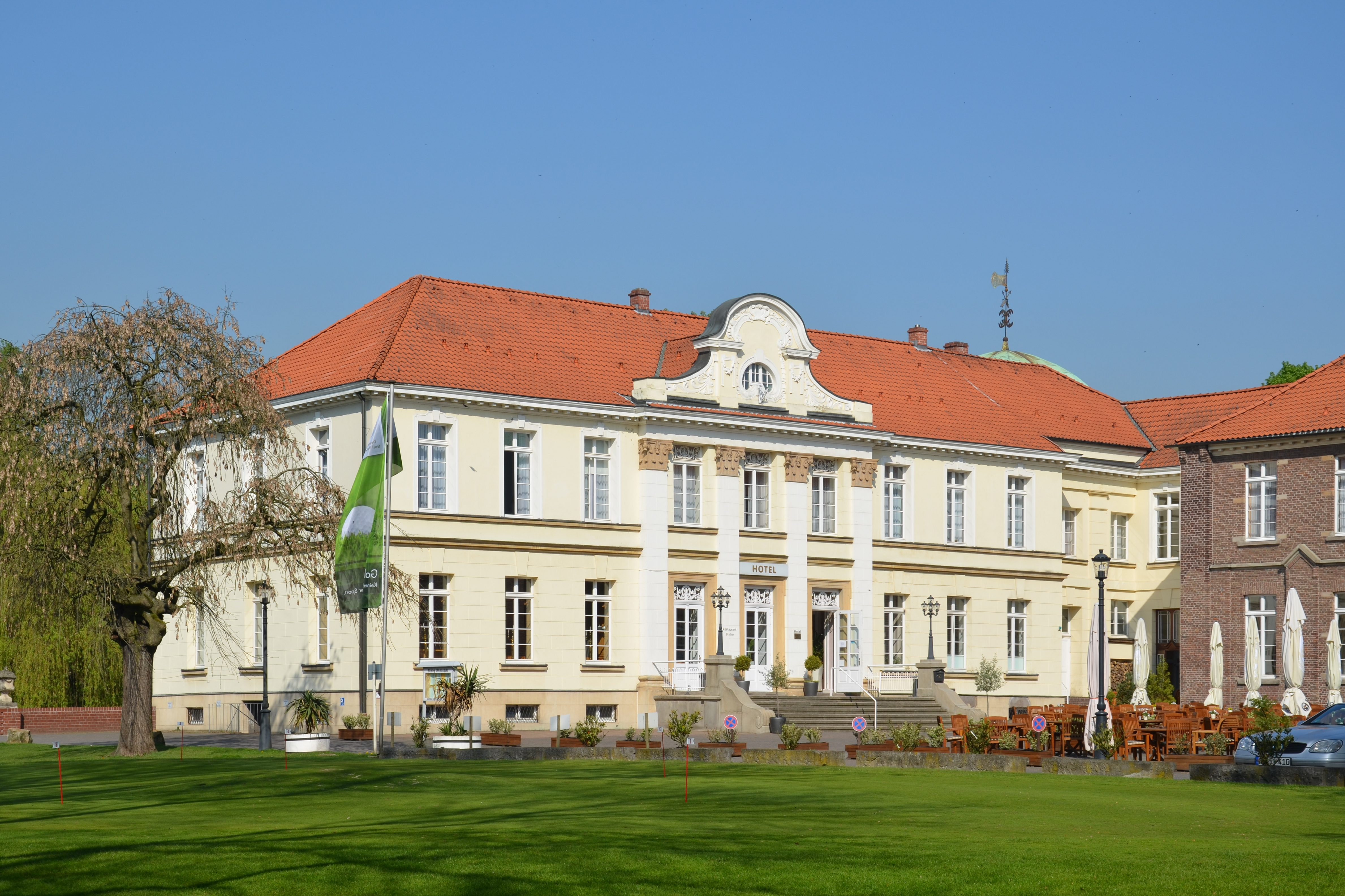
Schloss Westerholt (Herten)
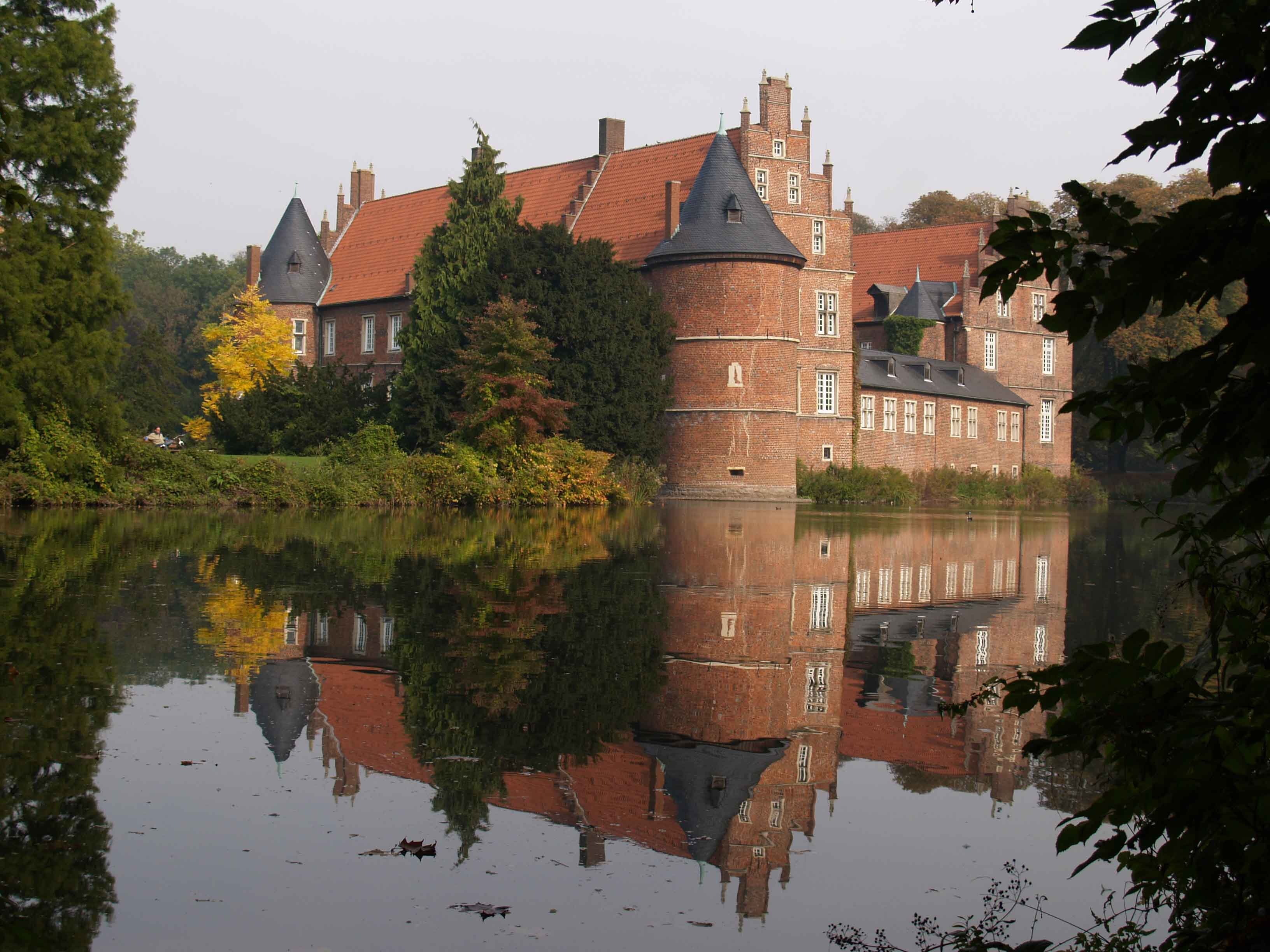
Schloss (Herten)
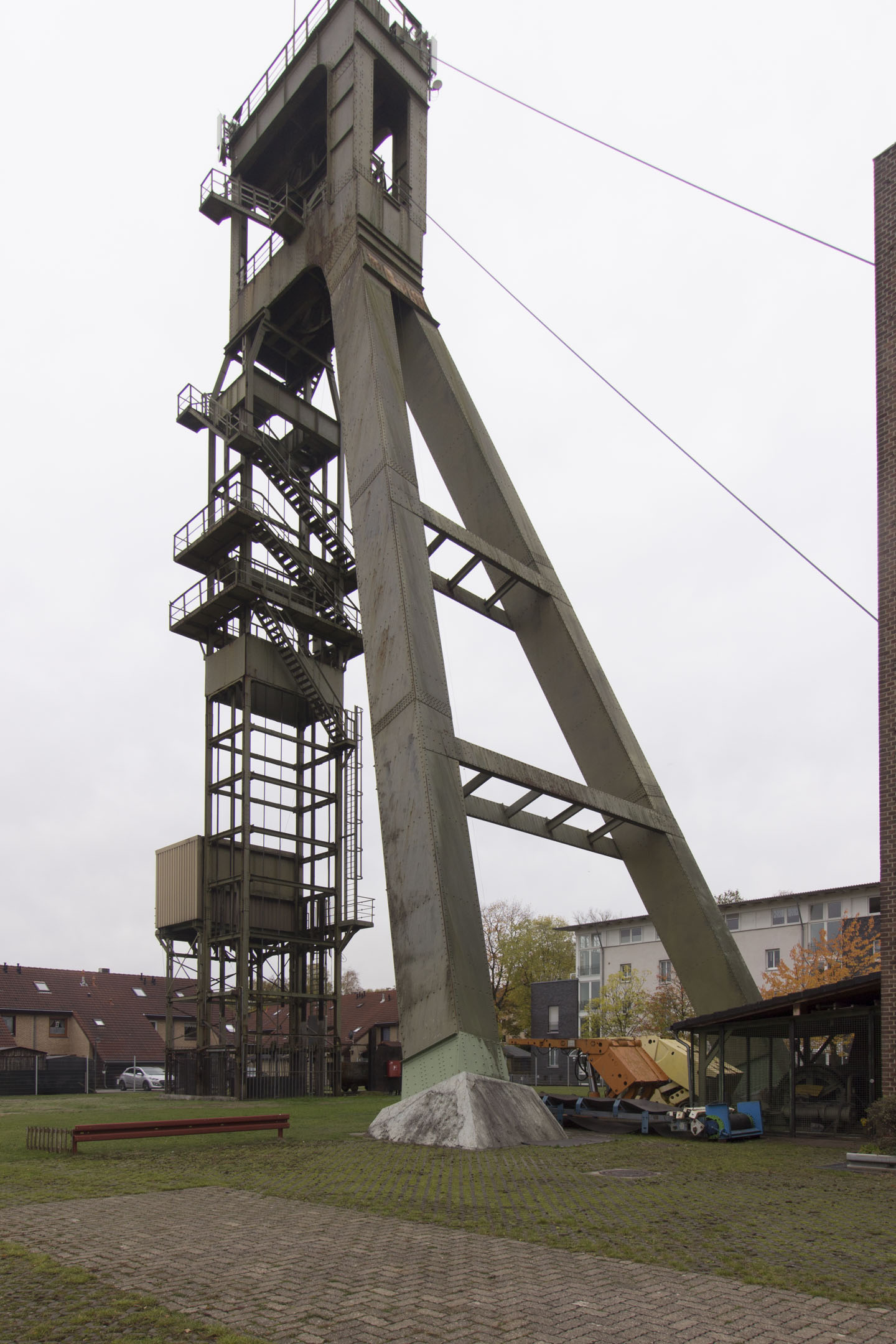
Förderturm Zeche Auguste Victoria (Marl)
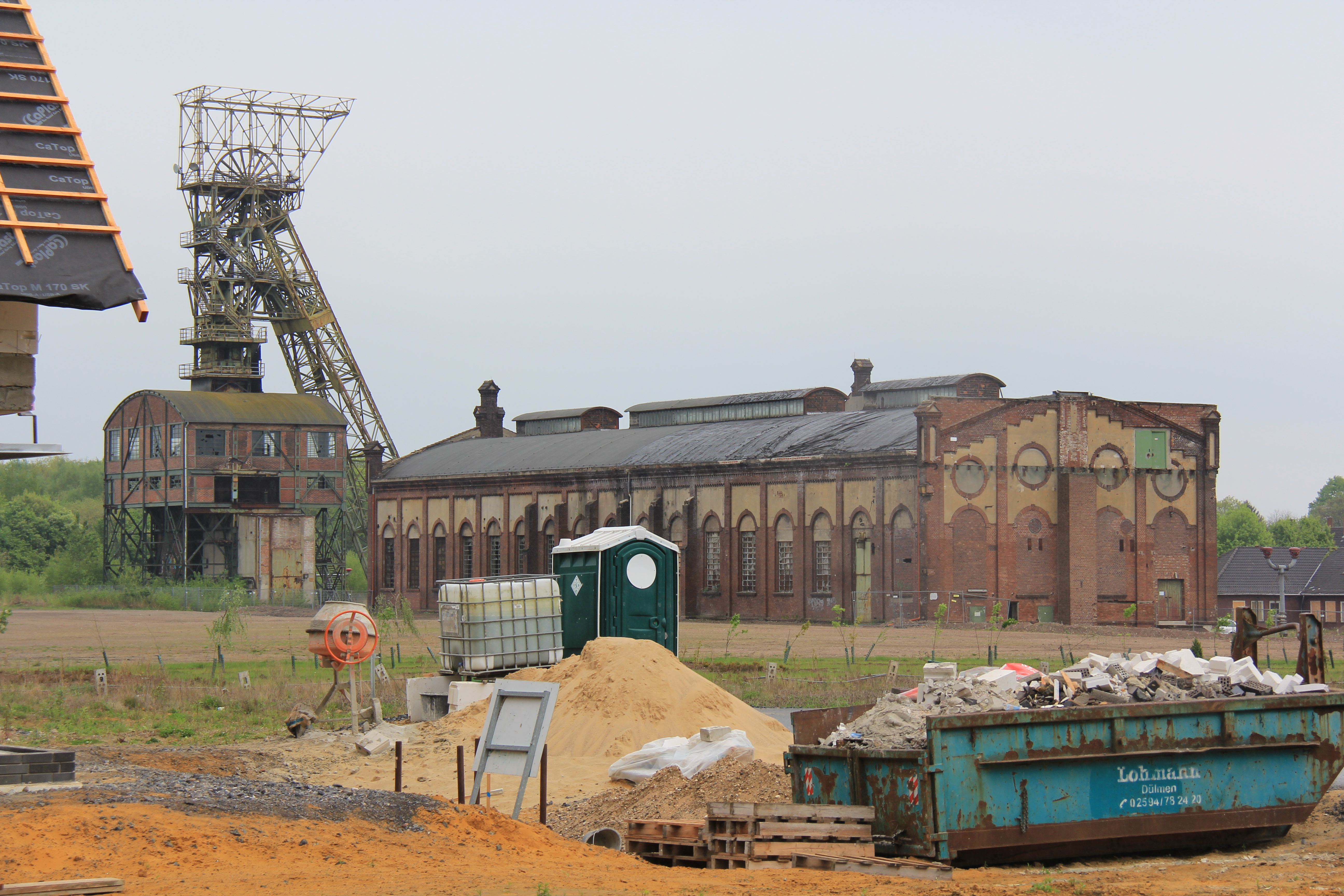
ehem. Schachtanlage Ewald (Oer-Erkenschwick)
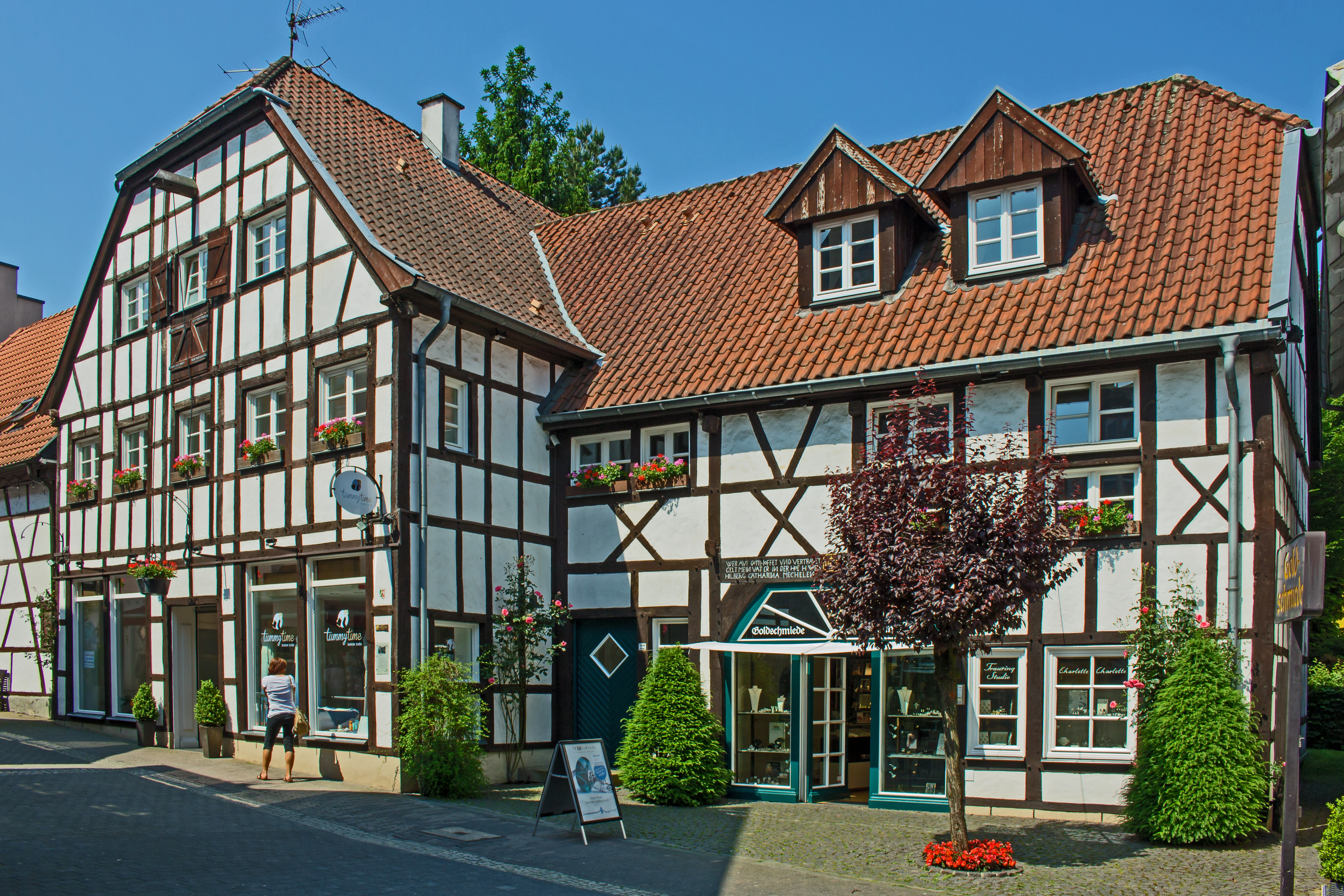
Ackerbürgerhaus (Recklinghausen)
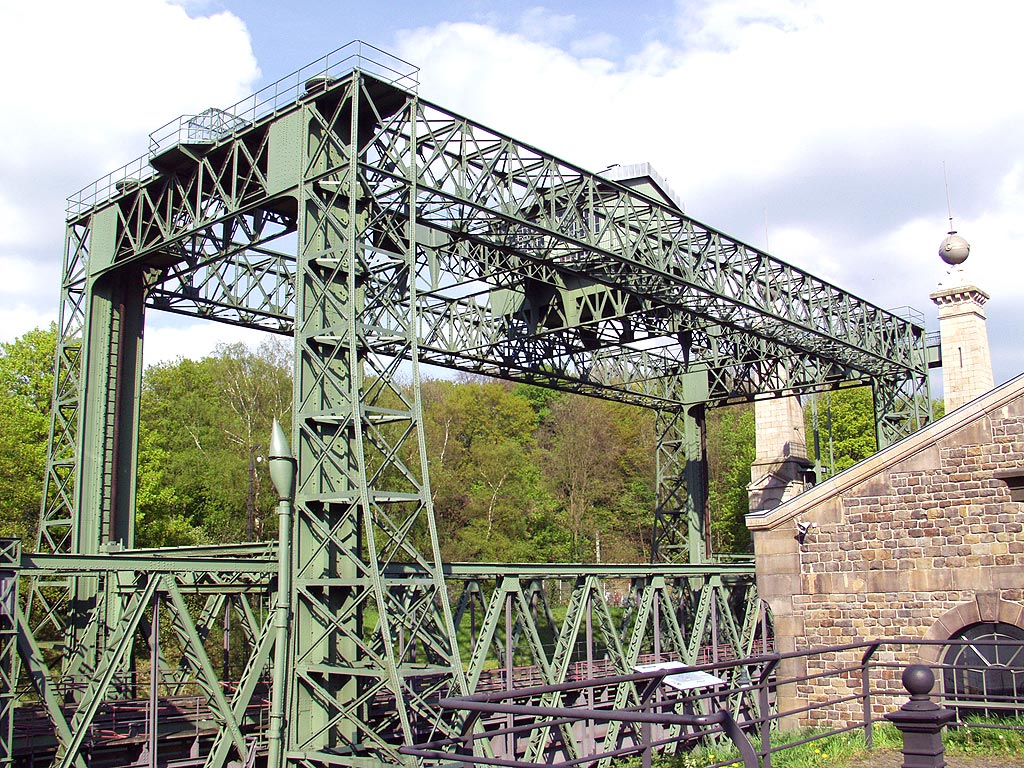
Schiffshebewerk Henrichenburg (Waltrop)
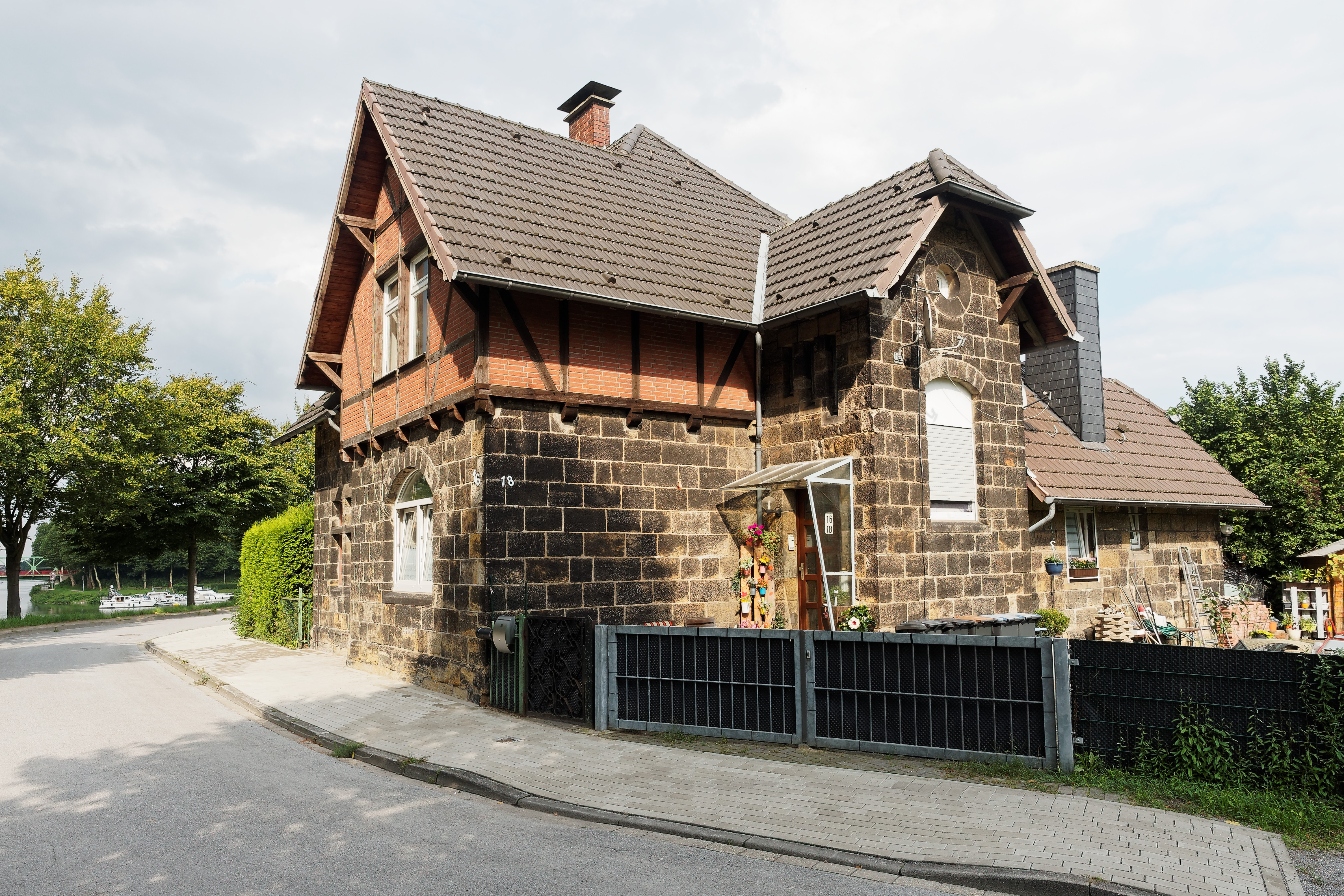
Angestelltenhaus Schiffshebewerk (Waltrop)